# ماتا (شهرستان بالتاچفسکی، باشقیرستان)
ماتا (به لاتین: Mata) یک منطقهٔ مسکونی در روسیه است که در باشقیرستان واقع شده‌است.